# Boldur
Boldur es una comuna ubicada en el distrito de Timiș, Rumania.

## Superficie
Posee una superficie de 84,88 kilómetros cuadrados.

## Demografía
Hasta 2021 la población era de 2407 habitantes, con una densidad de población de 28,36 habitantes por kilómetro cuadrado.